# Hermann Golle

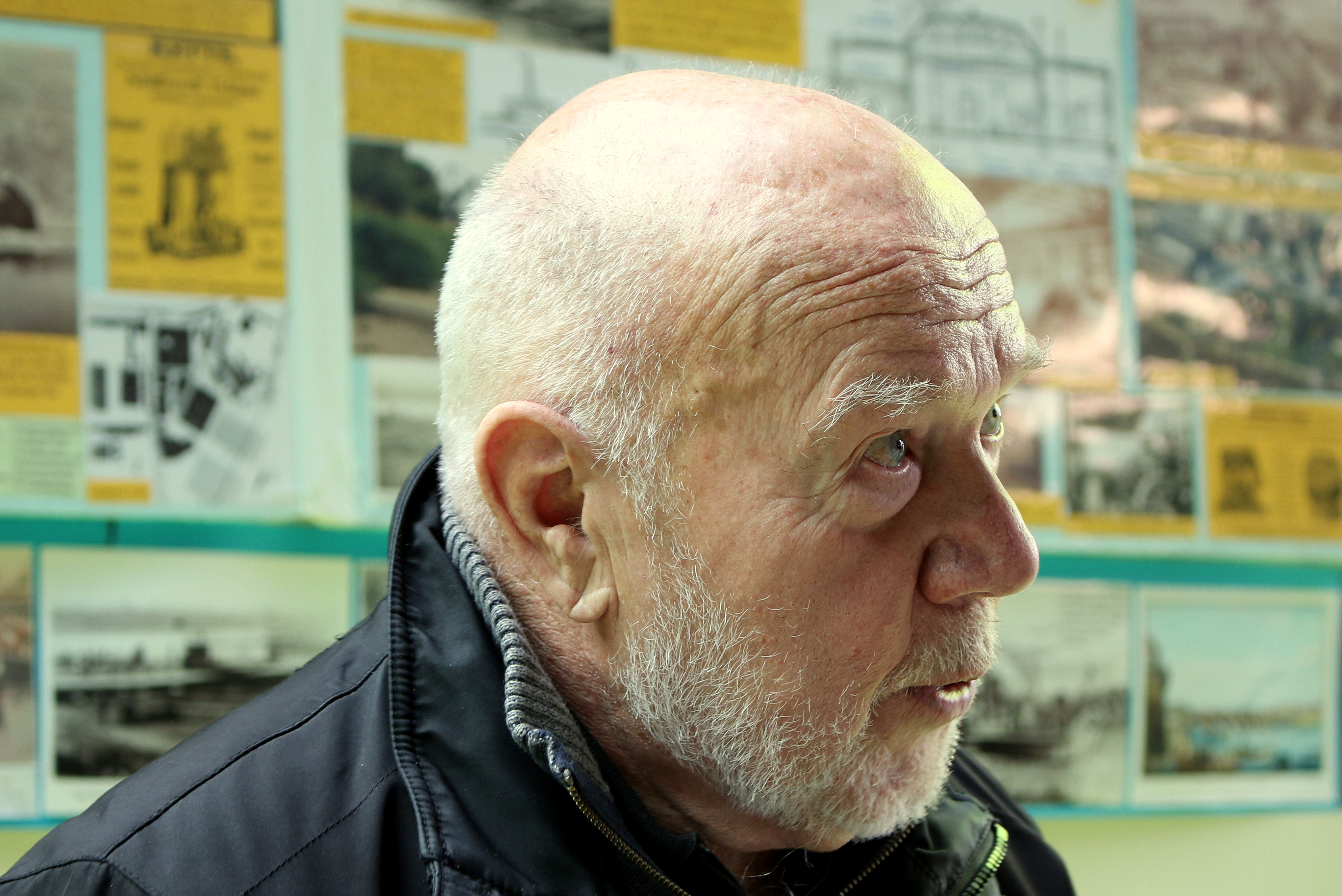
Golle (2016)

Max Hermann Golle (* 1934 in Beierfeld) ist ein deutscher Ingenieur für Maschinenbau und Flugzeugtechnik, der unter anderem eine schadstoffarme Form des Gegenkolbenmotors entwickelt hat.

## Leben
Nach der Ausbildung zum Maschinenschlosser im Jahr 1950 machte Golle sein Abitur und studierte bis 1960 an der TH Dresden Maschinenbau und Flugzeugtechnik. Nachdem er 1961 und 1962 als Versuchsingenieur im VEB Flugzeugwerk Dresden gearbeitet hatte, begann er als Mitarbeiter im Institut für Leichtbau, wo er die Abteilung Betriebsfestigkeit von 1975 bis 1980 leitete. Im Jahr 1972 promovierte er zum Dr.-Ing. an der TH Magdeburg zu Problemen der Werkstoffermüdung.
Im Jahr 1980 wechselte Golle an die TU Dresden und begann als Projektleiter mit der Entwicklung von Einspritzpumpen. Er war bereits von 1964 bis 1972 freischaffender Mitarbeiter bei der Firma L’Orange Einspritzgeräte KG in Dresden. Von 1985 bis 1987 war er in den VEB Barkas-Werken im damaligen Karl-Marx-Stadt (Chemnitz) tätig, um am DDR-Projekt PKW-Dieselmotor/Verteilerpumpe mitzuarbeiten. Er schied aus dem Projekt aus, da für Wartburg und Trabant kein PKW-Dieselmotor verwirklicht wurde.
Die Arbeiten am Gegenkolbenmotor begannen nach Gründung des technischen Forschungsbüros im Jahr 1987, das 1990 in die Golle Motor GmbH umgewandelt wurde. Nach der Wende wurden Industrieaufträge für Hydraulikpumpen und Einspritztechnik angenommen. Im Fokus stand die Entwicklung eines eigenen Gegenkolbenmotors, den Golle-Gegenkolbenmotor, bis diese im Jahr 2014 an einen sächsischen Maschinenbaubetrieb verkauft wurde, der Motoren für Blockheizkraftwerke fertigt.

## Erfindungen/Patente (Auswahl)

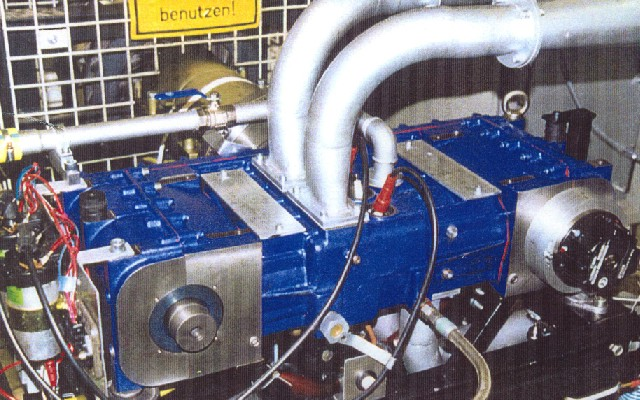
Gegenkolbenmotor

- Kraftstoff-Verteilereinspritzpumpe (1987)
- Schadstoffarmer Gegenkolben-Zweitaktmotor (2000)
- hydraulische Kolbenpumpe (2000)
- Hubverstelleinrichtung für Doppelexzenterantriebe (2007)
- Einspritzinjektor für Verbrennungsmotoren (2011)